# Paulinho da Viola (1971 - disco 1)
Paulinho da Viola é o terceiro álbum de estúdio do sambista carioca Paulinho da Viola, lançado em 1971.

## Álbum
Foi o primeiro de dois LPs homônimos lançados em 1971. Neste primeiro disco, além de composições de sua autoria, Paulinho da Viola gravou "Filosofia do Samba", de Candeia, "Minha Vez de Sorrir", de Nelson Sargento - antigo parceiro do conjunto Os Cinco Crioulos. Outro velho parceiro desse grupo, Elton Medeiros, fez um acompanhamento com caixa de fósforos na faixa "Para Ver as Meninas".
Paulinho homenageou Canhoto da Paraíba em "Abraçando Chico Soares".

## Faixas

### Disco
Lado A
1. Num samba curto (Paulinho da Viola)
2. Pressentimento (Paulinho da Viola)
3. Para ver as meninas	(Paulinho da Viola)
4. Nas ondas da noite 	(Paulinho da Viola)
5. Filosofia do samba 	(Candeia)
6. Consumir é viver 	(Marcus Vinicius)

Lado B
1. Lapa em três tempos 	(Rubens, Ary do Cavaco)
2. Coração (Alberto Ribeiro)
3. Minha vez de sorrir 	(Batista, Nelson Sargento)
4. Reclamação (Paulinho da Viola, Mauro Duarte)
5. Abraçando Chico Soares 	(Paulinho da Viola)
6. Vinhos finos... cristais	(Capinan, Paulinho da Viola)

## Ficha técnica
- Diretor de produção: Milton Miranda
- Diretor musical: Lyrio Panicali
- Orquestrador e regente: Maestro Gaya
- Diretor técnico: Z. J. Merky
- Técnico de gravação: Jorge e Nivaldo
- Técnico de laboratório: Reny R. Lippi
- Lay out: Roselie Tolentino Castro Rebelo
- Foto: Marisa Alves de Lima